# ترهالوس دیمیکولات
ترهالوس دیمیکولات (به انگلیسی: Trehalose dimycolate) یک ترکیب شیمیایی است. 